# Apeadero Kilómetro 405
km 405 es una estación ferroviaria ubicada en las áreas rurales del Departamento Belgrano, entre las localidad de Armstrong y Tortugas, Provincia de Santa Fe, Argentina.

## Servicios
La estación corresponde al Ferrocarril General Bartolomé Mitre de la red ferroviaria argentina.
Se encuentra actualmente sin operaciones de pasajeros, sin embargo por sus vías transitan los servicios Retiro-Córdoba de la empresa estatal Trenes Argentinos Operaciones, aunque no hace parada en esta.